# L'amore dei tre re
L'amore dei tre re és una òpera en tres actes d'Italo Montemezzi, amb llibret de Sem Benelli, basat en l'obra homònima de l'escriptor. S'estrenà al Teatro alla Scala de Milà el 10 d'abril de 1913. A Catalunya es va estrenar al Liceu de Barcelona el 25 de desembre de 1930.
L'òpera de Montemezzi va ser un gran èxit que va llançar la carrera de Montemezzi, però el fracàs de la seva següent òpera La nave li va girar l'esquena a la composició operística. Presenta nombroses similituds amb el Tristany i Isolda de Wagner. Precisament aquesta incorporació d'elements wagnerians a l'òpera italiana ha estat una de les troballes més reconegudes de l'obra de Montemezzi. Va ser un títol que va fer furor durant una època al Metropolitan de Nova York i que alguns grans cantants no han menyspreat gravar.

## Representacions

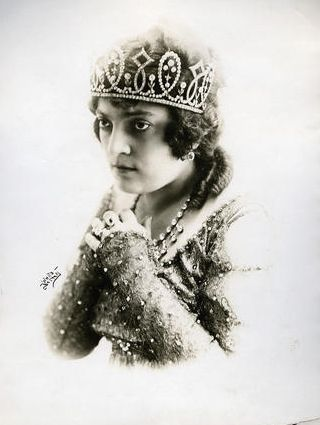
Luisa Villani, creadora del paper de Fiora

L'amore dei tre re va ser estrenada el 20 d'abril de 1913 a La Scala de Milà amb Luisa Villani com a Fiora, Edoardo Ferrari-Fontana com a Avito, Nazzareno De Angelis com a Archibaldo i Carlo Galeffi com a Manfredo, i amb Tullio Serafin en la direcció. L'èxit espectacular del dia de l'estrena es va repetir en les actuacions posteriors. Montemezzi va saltar a la fama internacional, i la seva creació va gaudir d'actuacions regulars a tot el món fins a la seva mort el 1952. En les tres dècades següents es van poder veure fins a trenta-dues produccions noves a Itàlia, sis d'elles a la mateixa Scala.

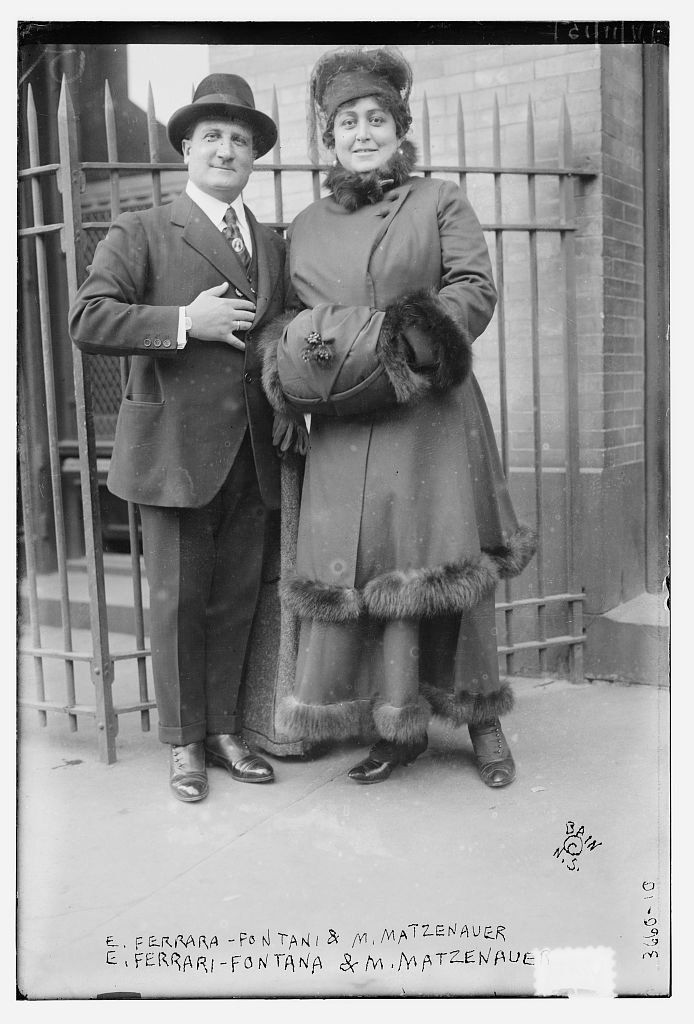
Edoardo Ferrari-Fontana, el primer Avito, amb Margarete Matzenauer (la seva dona) el 1915 al Metropolitan Opera

A l'estranger, es va realitzar a Londres i París el 1914, a Praga el 1916, a Berlín el 1919 i a Viena el 1922. Però el seu major èxit va arribar als Estats Units, on Toscanini la va introduir a Nova York el 2 de gener 1914 en una producció brillant protagonitzada per la soprano valenciana Lucrezia Bori com a Fiora, Edoardo Ferrari-Fontana com a Avito, Pasquale Amato com a Manfred i Adamo Didur com a Archibaldo. Moltes sopranos famoses van expressar la seva admiració per l'obra, incloent-hi Mary Garden, Rosa Ponselle i Claudia Muzio. Després de la Segona Guerra Mundial, però, l'interès per l'obra mestra de Montemezzi va caducar al Nou Món, així com a Europa, i només s'ha restablert de forma esporàdica, de vegades en concerts, a Gènova, Wexford, Kassel i Viena, i a Chicago, San Francisco, Washington i al New York City Opera.

## Argument

### Antecedents
Estem en l'edat mitjana, en un castell remot a Itàlia quaranta anys després de la invasió dels bàrbars. Entre ells hi havia Archivaldo, que es va instal·lar al regne d'Altura i va educar al seu fill Manfredo en la religió cristiana. El jove príncep era una persona més sensible i educada que el seu pare. Els itàlics, per congraciar-se amb els germànics, els van donar la seva princesa, Fiora, per casar-se amb Manfredo. Aquest, que estava enamorat de la jove princesa, es va sentir feliç, però Archivaldo va insistir a voler vèncer per la força a la ciutat itàlica. El príncep Avito, enamorat també de Fiora, després d'haver hagut de renunciar al seu amor, el recupera d'amagat travessant les línies enemigues. Archivaldo, ara vell i cec, també està secretament enamorat de Fiora i intueix que els és infidel, però no ho pot demostrar.

### Acte I
De matinada, el terrible Archivaldo, acompanyant del seu criat itàlic Flaminio, recorda els vells temps en què va conquerir una part d'Itàlia. Archivaldo li demana a Flaminio si l'odia, i aquest contesta que és el seu rei. El vell li demana si veu Manfredo, el fill d'Archivaldo, arriba però Flaminio li assegura que no es veu res i apaga la làmpada adduint que ja clareja. Finalment el vell es retira a les seves estances.
Apareixen a la terrassa Fiora i el príncep Avito, que han passat la nit junts. Avito s'adona que algú ha apagat el llum i que ja s'està fent de dia. Els dos s'acomiaden amb passió. De sobte se senten els passos del vell Archivaldo, que ha tornat sol. Fiora dona per excusa que no podia dormir. El vell sospita i dubta, però no pot assegurar res. De sobte, se senten les trompetes llunyanes que anuncien l'arribada de Manfredo. Archivaldo ordena a Fiora que torni a la seva cambra perquè Manfredo no els pot veure junts, perquè no sospiti. Arriba Manfredo que demana per Fiora, a la que estima. La noia entra i se sotmet a les mostres d'afecte del seu marit. Archivaldo es desespera, dubta i està gelós, perquè ell també estima a Fiora.

### Acte II
Manfredo s'ha quedat uns dies que han servit per demostrar a Fiora que l'estima. Per altra part, Avito ha aconseguit amagar-se al castell gràcies a Flaminio. Manfredo s'acomiada de Fiora i li prega que quan ell se'n vagi, pugi fins a dalt de tot del castell i el saludi amb un xal. Així ho fa, però de sobte apareix Avito molt desmillorat per les privacions que ha passat aquests dies, i li prega a Fiora que no l'abandoni. Fiora no vol ser infidel a Manfredo, però es deixa arrossegar per la passió d'Avito i deixa de fer volar el xal. Avito recupera l'amor de Fiora. Se senten els passos del terrible vell cec i Avito se'n va corrents, però el vell aquesta vegada ha sentit alguna cosa i la interroga insistentment. Finalment Fiora accepta que estima a un altre i el vell enfurismat l'agafa; en aquest moment sonen les trompetes: és Manfredo que torna perquè ha deixat de veure el xal de Fiora. Archivaldo vol evitar que Manfredo els vegi i amb les seves mans gruixudes l'escanya i queda morta als seus braços. Arriba Manfredo i sorprès li demana al seu pare què ha passat. «Ens traïa», respon el vell, que ordena al seu fill que el segueixi.

### Acte III
Archivaldo ha fet penjar a Flaminio d'un merlet i ha posat el cadàver de Fiora en una capella ardent, que és visitada amb tristesa pels itàlics, que estan convençuts que ha mort assassinada. També hi va Avito, que no pot resistir la seva passió i li besa els llavis, que prèviament han sigut enverinats pel vell. En sentir soroll, Manfredo entra a l'estança i Avito li confessa que també estimava a Fiora, i l'anima a què el mati abans que el verí faci el seu efecte. Manfredo finalment també es decideix a besar Fiora. Mentre agonitza, entra el rei, convençut d'haver capturat al culpable, en el moment que Manfredo confessa que també ha besat a la morta. El rei es queda amb la terrible soledat.

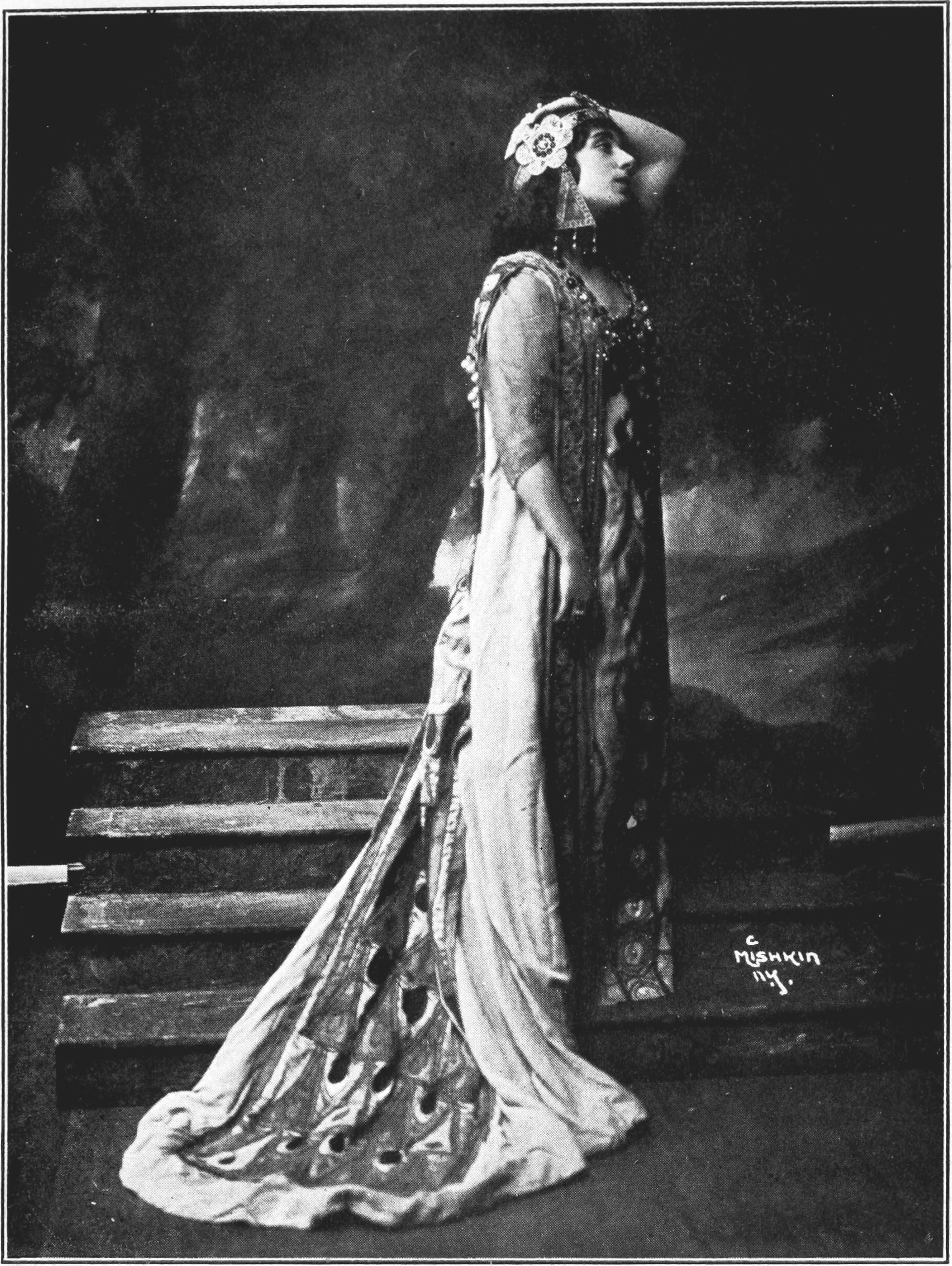
Lucrezia Bori a L'amore dei tre re

## Música
La música de l'òpera és exuberant i complexa. De manera semblant a obres com Pelléas et Mélisande de Debussy, l'orquestra revela sovint el subtext de les interaccions entre els personatges. El mateix Montemezzi sostenia que Archibaldo no només desconfia de Fiora, sinó que també la desitja ell mateix. L'orquestració, en onades de rica densitat, també marca com els personatges passen a estats de passió molt profunda. Quan els personatges es mouen a aquests estats, la música té una qualitat molt diferent, transcendent i onírica.

## Enregistraments
- L'amore dei tre re - Grace Moore, Charles Kullman, Richard Bonelli, Ezio Pinza, New York MET, Italo Montemezzi - (Eklipse, 15 February 1941)
- L'amore dei tre re - Clara Petrella, Amedeo Berdini, Renato Capecchi, Sesto Bruscantini, Milan RAI Lyric Orchestra, Arturo Basile - (Cetra, 1951)
- L'amore dei tre re - Luisa Malagrida, Pierre Duval, Enzo Sordello, Ezio Flagello, Coro e Orchestra Sinfonica di Roma, Richard Karp - (Delphi, 1969)
- L'amore dei tre re - Anna Moffo, Plácido Domingo, Pablo Elvira, Cesare Siepi, Ryland Davies, Ambrosian Opera Chorus, London Symphony Orchestra, Nello Santi - (RCA 1977)